# 祇園花行事
祇園花行事（ぎおんばなぎょうじ）とは、滋賀県甲賀市から三重県伊賀市にかけて伝承される夏の行事である。
旧暦の6月（現在は7月14日前後）に各地の祇園祭の中で行われ、一般にハナバイ（花奪い）・ハナアゲ・ハナトリ・ウチワ（団扇）トリなどと呼ばれる。甲賀市の「大原の祇園行事」が滋賀県の無形民俗文化財に指定され、「甲賀の祇園花行事」が滋賀県の記録作成等の措置を講ずべき無形の民俗文化財に選択、また伊賀市の「植木神社祇園祭」が三重県の無形民俗文化財に指定されている。

## 概要
行事内容としては、造花や団扇、金封酒樽などの祝儀物を挿して飾ったハナガサ（花蓋）を氏子が神社に奉納し、神事の後あるいは道中で、造花や祝儀物を見物人が奪い合うもので、守ろうとする氏子との間で激しい攻防がなされる激しい祭りである。激しくなるのは、荒れた様子を神が好むためでもある。ハナガサは赤く染めた紙で花を作り、竹の棒の先につけて傘状の台に挿したもの。ハナガサは疫病神を依りつかせる依代で、地域内を渡った後に破壊することで疫病神の心を和めて遠方に遷すことを表している。奪い取った花は自分たちを守ってくれる花に変わり、家に持ち帰って飾ると厄除け、夏負け防止になると信じられてきた。
この行事が行われる神社の多くは、八坂神社や津島神社で、神仏分離前は祇園社、牛頭天王社、天王社などと呼ばれた。牛頭天王は疫病神で、転じて防疫神として信仰されてきた。なお、明治維新後は祭神名はスサノオノミコトに変更された。医学が未発達の時代、伝染病は疫病神が流行らせるためと考えられており、疫病神を集めて地域外へ送り出すことで疫病から免れようとしたものである。
甲賀市の祇園花行事の中では、大鳥神社の祇園祭（大原祇園）が最も大規模で有名である。社伝によると室町時代の応永22年（1415年）から始まったとされ、文禄4年（1595年）に豊臣秀吉が大原郷に下した制札に、祭礼の作り物を楼門前で奪い取ることが書かれている。